# بيتينا فلك
بيتينا فلك هي لاعبة كرة قدم ومدربة كرة قدم دنماركية، ولدت في 31 مارس 1981. شاركت مع منتخب الدنمارك لكرة القدم للسيدات. أما مع النوادي، فقد لعبت مع نادي بروندبي.

## وصلات خارجية
- بيتينا فلك على موقع الاتحاد الدولي (مؤرشف)  (الإنجليزية)
- بيتينا فلك على موقع قاعدة بيانات كرة القدم.إي يو (الإنجليزية)
- بيتينا فلك على موقع عالم كرة القدم.نت (الإنجليزية)